# 有田町
有田町（ありたちょう）は、佐賀県の西部に位置する町で、西松浦郡に属する。日本の伝統工芸品の1つ、有田焼の産地として知られている。

## 地理
佐賀県の西部に位置し、町の南西部から南部にかけて長崎県との県境に接する。町土の約7割を森林や山岳で占める。
町を分断して伊万里湾へとつながる有田川を挟む地形が特徴的である。

### 地形
- 山岳: 国見山(777m)・八天岳(714.1m)・青螺山(618m)・牧ノ山(552.6m)・黒髪山(516m)・金山岳(352.3m)・蓮華石山(350m)・幕ノ頭(319.8m)
- 河川: 広瀬川・有田川・白川川・上南良川・黒牟田川・黒川川
- 湖沼: 楠木原大堤池・樋杓川池・濁淵池・山谷堤池・林野池・桑々田池・伊毛原池・竜門ダム・有田ダム・古木場ダム

### 隣接している自治体
- 佐賀県
  - 伊万里市
  - 武雄市
- 長崎県
  - 佐世保市
  - 東彼杵郡波佐見町

## 地名
有田町では合併前の旧町ごとに東地区・西地区に分けられている。
| 地域   | 面積/km2 | 世帯 | 人口  | 旧町村   | 位置       | 町・字 |
| ------ | -------- | ---- | ----- | -------- | ---------- | --- |
| 東地区 | 27.09    | 4281 | 11857 | 有田町   | 南東       | 赤絵町1～2・赤坂・泉山1～2・岩谷川内1～3・応法 ・大樽1～2・大野・上幸平1～2・黒牟田・桑古場 ・幸平1～2・境野・白川1～2・戸杓・戸矢・中樽1～3・ 中の原1～2・南山・南原・稗古場1～2・古木場・ 外尾町・外尾山・本町・丸尾 |
| 西地区 | 38.71    | 2635 | 9072  | 西有田町 | 西から北東 | 泉町・大木宿・上本・上内野・上山谷・北ノ川内・ 楠木原・黒川・桑木原・下内野・下本・下山谷・蔵宿・ 岳・立部・二ノ瀬・原明・広瀬・広瀬山・仏ノ原・舞原・ 山谷切口・山谷牧・山本・代々木                                  |
| 計     | 65.80    | 6916 | 20929 |          |            | |

1. 1 2  2010年10月1日
2. ↑  数字がついているものは丁目。いずれも住居表示実施。

有田町の行政地名は上記の通りであり、東部地区で住居表示が実施されている（なお、山林地区は大字が設置されていない状態である）。合併前は有田町は東部地区に加え2大字、西有田町は3大字からなっていたが、合併時に自治会単位で以下のように地名を分割している。

なお、東部地区を除く地域は、大字の後に甲・乙などの符号がついていたが、それらも合併後の住所表記に引き継がれ、現在も地番の前に表記されている。
旧有田町中部
(旧東有田町)

| - 赤坂(丙) - 応法(丙) - 大野(甲・乙) - 黒牟田(丙) - 桑古場(乙) | - 境野(甲) - 戸杓(乙・丙) - 戸矢(甲・乙) - 古木場(甲) | - 外尾町(丙) - 外尾山(丙) - 本町(乙・丙) - 丸尾(丙) |

旧有田町西部
（西有田町曲川から一部編入）

| - 南山(甲・丁) | - 南原(甲・丁) |

旧西有田町曲川
(旧曲川村)

| - 上内野(丙) - 上本(乙・丙) - 北ノ川内(乙・丙) - 楠木原(乙) | - 黒川(甲・丙) - 下内野(丙) - 下本(甲・乙・丙) - 蔵宿(甲・丙) | - 原明(甲・乙) - 仏ノ原(甲・丙) - 舞原(乙) - 代々木(甲) |

旧西有田町大木
(旧大山村大木)

| - 大木宿(甲・乙) - 桑木原(乙) | - 立部(甲・乙) - 広瀬(甲) | - 広瀬山(甲) - 山本(乙) |

旧西有田町山谷
(旧大山村山谷)

| - 上山谷(乙) - 下山谷(甲・乙) | - 岳(乙) - 二ノ瀬(甲) | - 山谷切口(乙) - 山谷牧(甲) |

東部地区の住居表示は1990年代ごろに行われており、それ以前は「西松浦郡有田町」に続いて番地を表記していた。

## 人口
| |                                        |  |
| 有田町と全国の年齢別人口分布（2005年） | 有田町の年齢・男女別人口分布（2005年） |  |
| ■紫色 ― 有田町 ■緑色 ― 日本全国 | ■青色 ― 男性 ■赤色 ― 女性              |  |
| 有田町（に相当する地域）の人口の推移 \| 1970年（昭和45年） \| 23,231人 \| \| \| 1975年（昭和50年） \| 23,025人 \| \| \| 1980年（昭和55年） \| 23,495人 \| \| \| 1985年（昭和60年） \| 23,798人 \| \| \| 1990年（平成2年） \| 23,413人 \| \| \| 1995年（平成7年） \| 22,818人 \| \| \| 2000年（平成12年） \| 22,314人 \| \| \| 2005年（平成17年） \| 21,570人 \| \| \| 2010年（平成22年） \| 20,929人 \| \| \| 2015年（平成27年） \| 20,148人 \| \| \| 2020年（令和2年） \| 19,010人 \| \| |                                        |  |
| 総務省統計局 国勢調査より |                                        |  |
| 1970年（昭和45年） | 23,231人                               |  |
| 1975年（昭和50年） | 23,025人                               |  |
| 1980年（昭和55年） | 23,495人                               |  |
| 1985年（昭和60年） | 23,798人                               |  |
| 1990年（平成2年） | 23,413人                               |  |
| 1995年（平成7年） | 22,818人                               |  |
| 2000年（平成12年） | 22,314人                               |  |
| 2005年（平成17年） | 21,570人                               |  |
| 2010年（平成22年） | 20,929人                               |  |
| 2015年（平成27年） | 20,148人                               |  |
| 2020年（令和2年） | 19,010人                               |  |

## 歴史

### 沿革
- 1871年（明治4年）廃藩置県時に有田町域は、有田皿山、新村、曲川村、大木村、山谷村に分かれていた。
- 1888年（明治21年）4月 - 町村制公布により有田皿山を法律的には町（全国的にも極めてまれな、町名に「町」が付かない町）とし、その他は村となった。
- 1889年（明治22年）4月1日 - 町村制にあわせ、有田皿山を有田町に改称。同時に新村・曲川村・大山村が発足。
- 1895年（明治28年）11月13日 - 新村→有田村に名称変更。
- 1947年（昭和22年）1月1日 - 有田村が町制施行、東有田町となる。
- 1954年（昭和29年）4月1日 - 有田町と東有田町が合併（新設合併）し、新たに有田町が発足。
- 1955年（昭和30年）4月1日 - 西松浦郡曲川村と大山村が合併（新設合併）し、西有田村が発足。
- 1956年（昭和31年）1月1日 - 西有田村のうち上南川良山、下南川良山、南川良原、青木地区が分村して有田町に編入。
- 1965年（昭和40年）4月1日 - 西有田村が町制施行、西有田町となる。
- 2006年（平成18年）3月1日 - 有田町（ありたまち）と西有田町が合併（新設合併）し、新たに有田町（ありたちょう）が発足。
- 2019年（平成31年）1月 - 西九州させぼ広域都市圏に参加[2]。

### 主な出来事
- 1949年（昭和24年）5月23日 - 町内に昭和天皇の戦後巡幸。香蘭社、深川製磁を訪問[3]。
- 1967年（昭和42年）7月9日 - 集中豪雨により土砂災害が多数発生。陶磁器工場の半数近くが被害に遭った[4]ほか、白川、仏ノ原では土砂崩れにより住民が生埋めとなった[5]。

## 行政

### 歴代町長
有田町（2006年-）歴代町長
| 代 | 氏名     | 就任年月日    | 退任年月日    | 備考 |
| -- | -------- | ------------- | ------------- | ---- |
| 初 | 岩永正太 | 2006年4月16日 | 2010年4月15日 |      |
| 2  | 田代正昭 | 2010年4月16日 | 2014年4月15日 |      |
| 3  | 山口隆敏 | 2014年4月16日 | 2018年4月8日  |      |
| 4  | 松尾佳昭 | 2018年4月9日  | 現職          |      |

### 議会
- 定数15名（任期:2010年4月16日 - 2014年4月15日）

### 町役場所在地
- 有田町役場（旧西有田町役場）：有田町立部乙2202番地
- 有田町東出張所（旧有田町役場）：有田町岩谷川内2丁目8番1号

### マスコットキャラクター
- ありたん

2011年（平成23年）11月20日から有田町・有田陶器市のマスコットキャラクター。
- セラミー

1996年（平成8年）「ジャパンエキスポ佐賀’96世界・焱の博覧会」のマスコットキャラクターで2016年（平成28年）「有田焼創業400年事業」のマスコットキャラクターとして20年振りに再起用。

### 姉妹都市・提携都市
- マイセン市（ドイツ連邦共和国 ザクセン州）
  - 1979年2月9日姉妹都市提携、1991年9月21日再調印
  - 陶磁器交流がきっかけで提携を結んだ。行政と民間がそれぞれ相互交流を行っており、陶磁器関連の交流をはじめとして人的交流や文化交流が盛ん。
- 景徳鎮市（中華人民共和国 江西省）
  - 1996年友好都市提携（中国では「姉妹都市」という言葉は使われない）
  - 有田町同様、陶磁器で有名な都市。

### 県政・県の出先機関
有田町から選出される佐賀県議会議員の定数は1議席である。

#### 出先機関
- 佐賀県窯業技術センター

### 国政
- 衆議院 - 有田町は、佐賀県第2区（2013年までは佐賀県第3区）。比例区では九州ブロックに属する。詳細は、それぞれの選挙区を参照のこと。

- 参議院 - 有田町は、佐賀県選挙区（全県区、定数2議席）に属する。

### 警察
- 伊万里警察署
  - 幹部派出所
    - 有田幹部派出所 - 旧有田警察署。いわゆる幹部交番としての運用が行われる。

  - 駐在所
    - 上有田警察官駐在所
    - 曲川警察官駐在所
    - 大山警察官駐在所

### 消防
- 伊万里・有田消防本部
  - 有田消防署

## 産業

### 有田町に本社を置く企業
- 香蘭社
- 深川製磁
- 岩尾磁器工業
- 宗政酒造

### 有田町に工場・事業所を置く企業
- アンスコ九州工場

## 市外局番
- 市外局番は全域が0955である。
  - 伊万里MA（市内局番41 - 46）

## 郵便局
- 郵便局（ゆうちょ銀行）（6局）
  - 集配局 - 窓口業務に加え、集配業務を行う郵便局（1局）
    - 有田郵便局

  - 無集配局（3局）
    - 有田本町郵便局、蔵宿郵便局、大山郵便局

  - 簡易郵便局（2局）
    - 有田中樽簡易郵便局、黒牟田簡易郵便局

- 郵便番号
  - 〒844-0xxx（旧有田町）
  - 〒849-4xxx（旧西有田町）

## 金融機関
- 佐賀銀行有田支店
- 長崎銀行有田支店
- 伊万里信用金庫（2支店）有田支店、西有田支店
- 佐賀西信用組合有田支店
- JA伊万里（JAバンク）2支所 - 西有田支所、有田支所

## テレビ
有田町内では下記ケーブルテレビに加入しない限り県域局（NHK・SAGA TV）のみの受信となる。
ケーブルテレビ
- 有田ケーブル・ネットワーク

## 健康・福祉
統計はすべて2010年10月1日の国勢調査のもの。
- 平均年齢 ： 47.36歳
  - 年少人口(0 - 14)割合：14.45%
  - 生産年齢人口(15 - 64)割合：58.18%
  - 老年人口(65 - )割合：27.37%

### 病院
- 伊万里有田共立病院

## 教育

### 大学
- 佐賀大学有田キャンパス

### 高等学校
- 佐賀県立有田工業高等学校

### 中学校
- 町立
  - 有田中学校
  - 西有田中学校

### 小学校
- 町立
  - 有田小学校
  - 有田中部小学校
  - 曲川小学校
  - 大山小学校

### 幼稚園
- 私立
  - あかさかルンビニー幼稚園
  - ルンビニー幼稚園

### 保育所
- 町立
  - くわこば保育園
  - おおぎ保育園
  - やまだに保育園
- 私立
  - 同朋広瀬保育園
  - あかさかルンビニー保育園
  - 同朋天神保育園
  - 平安保育園
  - 同朋保育園
- 私立（認可外） 
  - ぴっかぶー保育園（ルンビニー幼稚園内）

## 交通

### 空港
佐賀空港または長崎空港が近い。福岡空港も利用可能。
佐賀空港と有田町内を結ぶ予約制の乗合タクシーが運行されている。それ以外に有田町内と空港とを直通する公共交通機関はない。

### 鉄道路線
- 九州旅客鉄道（JR九州）
  - 佐世保線：（武雄市） - 上有田駅 - 有田駅 - （佐世保市）
- 松浦鉄道
  - 西九州線：有田駅 - 三代橋駅 - 黒川駅 - 蔵宿駅 - 西有田駅 - 大木駅 - 山谷駅 - 夫婦石駅 - （伊万里市）

町の代表駅は有田駅で、JRと松浦鉄道が接続しており、JR特急「みどり」「ハウステンボス」が停車する。有田駅の隣駅である上有田駅は通常は普通列車のみ停車するが、有田陶器市の時期には有田駅とともに陶器市最寄り駅となり特急も停車する。旧西有田町域には松浦鉄道のみ通っている。合併後の有田町は旧西有田町域に町役場を設置しており、町役場の最寄り駅は西有田駅となっている。

### 路線バス
- 有田町コミュニティバス
- 西肥バス - 上記の有田町コミュニティバスを運行するほか、当町（旧西有田町域）を経由し佐世保市と伊万里市を結ぶ以下の路線を運行する。
  - 佐世保BC - 県境 - 伊万里口 - 曲川 - 有田町庁舎前 - 夫婦石 - 伊万里有田共立病院 - 長井手 - 伊万里
  - 佐世保BC - 県境 - 伊万里口 - 有田駅前

現在、町内を運行する高速バスはない。1997年4月20日までは福岡市 - 佐世保市間の高速バス「させぼ号」に有田町内を運行する便があったほか、2012年1月1日から2014年10月11日までは会員制バス「YOKARO」が佐世保 - 有田 - 嬉野 - 博多間に運行されていたがいずれも休止された。

### タクシー
- 有田タクシー
- 西肥亀の井タクシー有田営業所

### 道路

#### 高速道路
町内には高速道路は通っていない。
町の南隣の波佐見町・佐世保市域に西九州自動車道が通っており、町との境界に近い場所に波佐見有田ICと佐世保三川内ICがある。当町の名を冠する波佐見有田ICは町の東側（おもに旧有田町域）に近く、佐世保三川内ICは町の西側（おもに旧西有田町域）に近い。

#### 一般国道
- 国道35号
- 国道202号
- 国道498号

#### 主要地方道
- 長崎県道・佐賀県道4号川棚有田線

## 文化施設
- 佐賀県立九州陶磁文化館
- 有田町生涯学習センター（有田町東公民館）
- 有田町歴史民俗資料館
  - 有田町歴史民俗資料館東館
  - 有田町参考館
  - 有田町陶磁美術館
  - 有田町歴史民俗資料館西館
- 炎の博記念堂
- 有田町西図書館（有田町庁舎内）
- 有田町東図書館（有田町生涯学習センター内）

## スポーツ施設
- 有田町文化体育館
- 赤坂体育館
- 有田町武道場
- 赤坂球場
- ひらき球場
- 泉山体育館
- 泉山弓道場
- 白磁ヶ岳相撲場
- 白磁ヶ岳テニスコート
- 白磁ヶ岳ゲートボール場
- 円山テニスコート
- 円山ゲートボール場
- 円山運動公園
- 有田町体育センター
- 中央運動公園

## 特産品
- 有田焼（古伊万里のルーツ、伊万里港から出荷されたため有田焼が古伊万里と呼ばれた。
- はがくれ牛（西有田産佐賀牛）
- ブロイラー（ありたどり）
- ごどうふ
- 棚田米
- 川魚料理

## 観光スポット・イベント

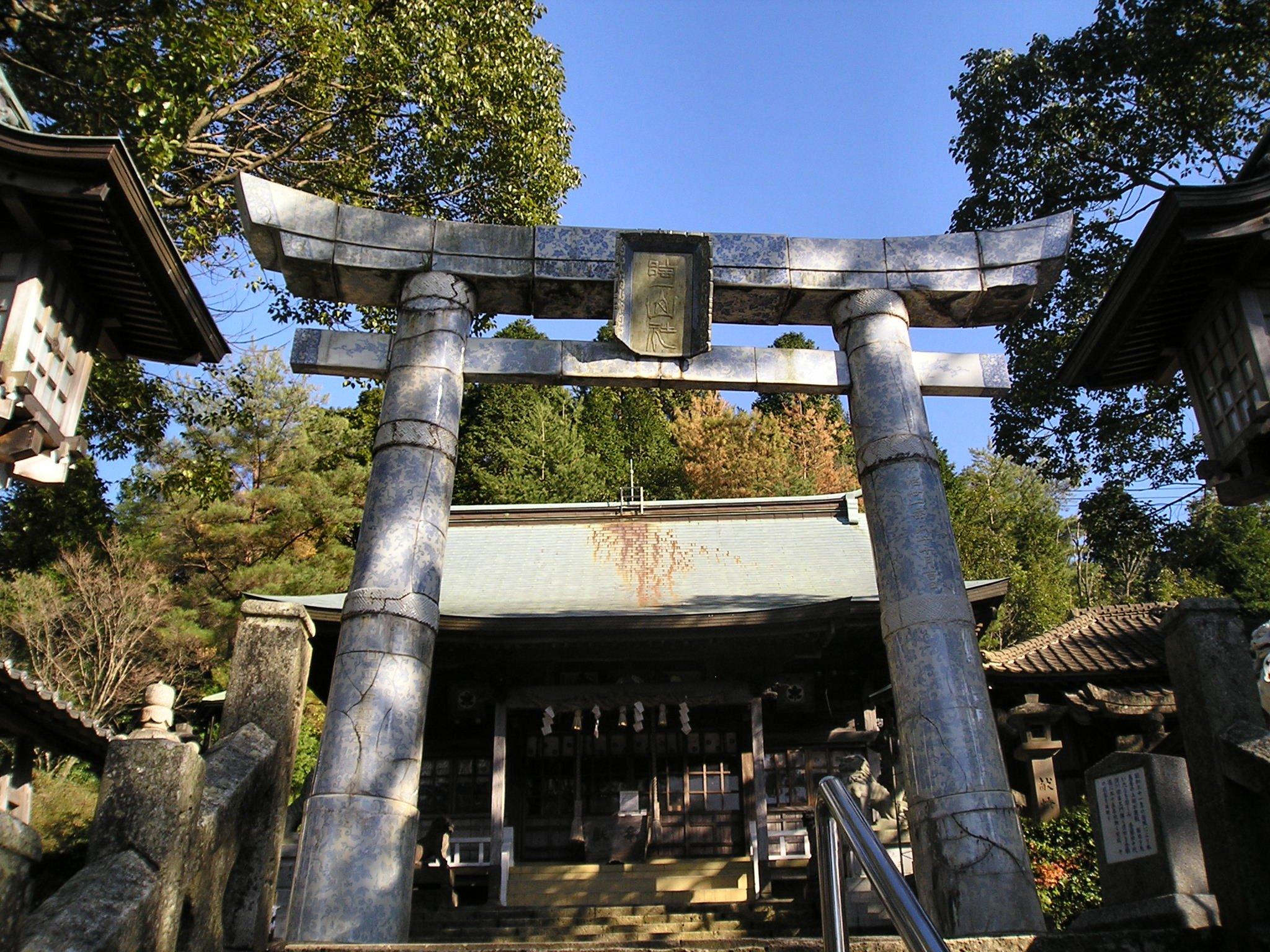
陶山神社の鳥居

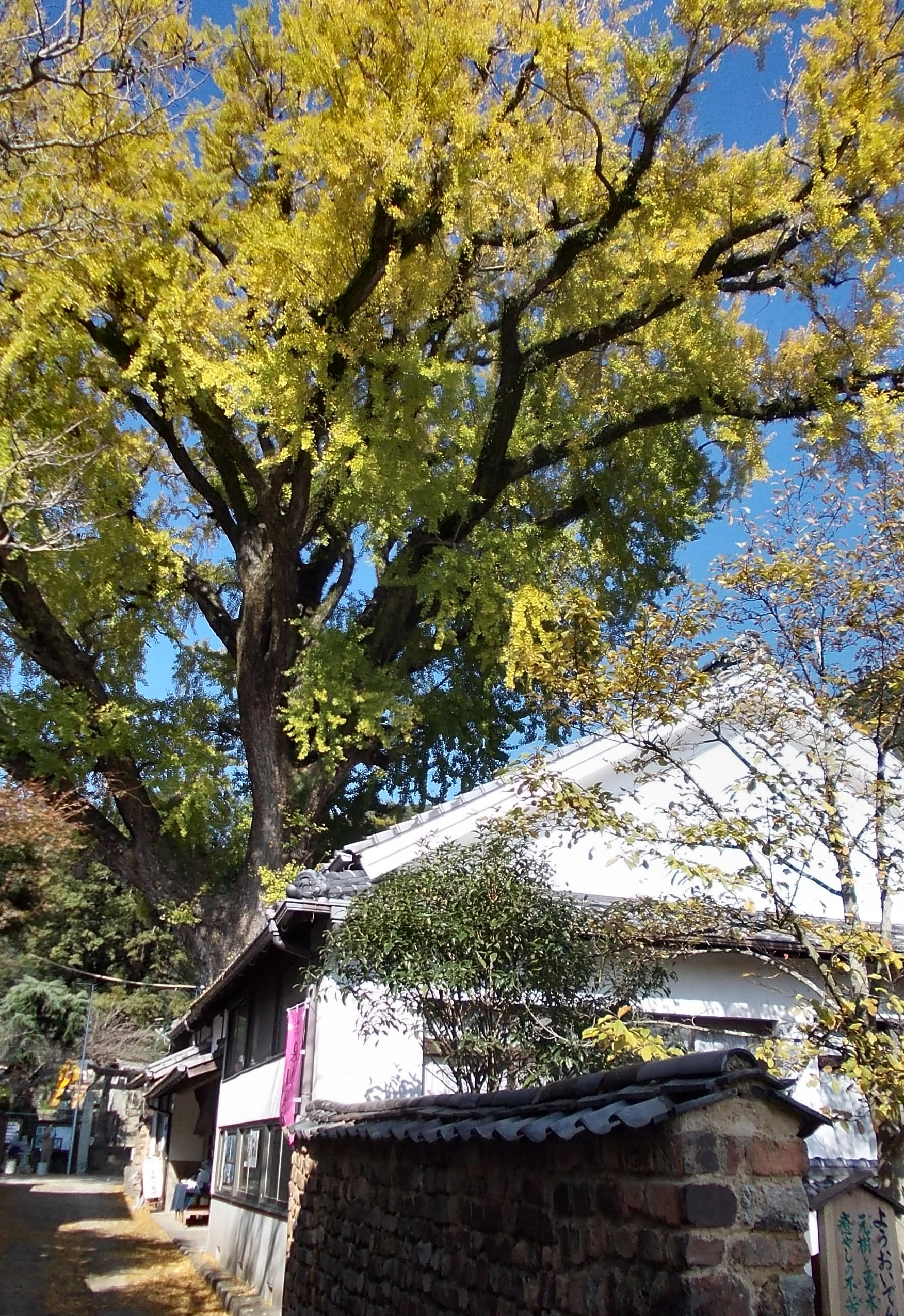
有田のイチョウ

### 観光スポット
- 有田内山（重要伝統的建造物群保存地区）
- 陶山神社
- 歴史と文化の森公園
- 佐賀県立九州陶磁文化館
- 有田陶磁美術館
- 有田ポーセリンパーク
- 竜門峡（名水百選｢竜門の清水｣）
- 岳の棚田（日本棚田百選のひとつ）

#### 文化財
- 史跡天狗谷窯跡

#### 天然記念物
- 有田のイチョウ（泉山弁財神社）国の天然記念物

#### 歴史的景観
- 有田内山（白壁土蔵の商家やトンパイ塀など）※重要伝統的建造物群保存地区選定
- 陶山神社（日本で唯一の陶器製鳥居）

### イベント
- 有田雛のやきものまつり（2月 - 3月）
- 黒髪山 山開き（4月第1日曜日）
- 有田陶器市（4月29日 - 5月5日）
- 九州山口陶磁展（4月29日 - 5月10日）
- 陶祖祭（5月4日）
- ほたるみにきん祭（6月）
- 佐賀セラミックロード車いすマラソン大会（6月）
- 有田夏祭り 納涼花火大会（7月）
- 有田ウィンドウディスプレイ甲子園（7月 - 8月）
- 十八夜（8月18日）
- 有田皿山まつり（10月17日）
- 秋の有田陶磁器まつり（11月）
- 有田石場相撲大会（11月中旬の日曜日）
- にげ餅（11月22日の夜）
- ゆく年くる年「有田碗灯まつり」（12月31日 - 1月1日（祝）2時ごろまで）

## 出身有名人
★は故人
- 古賀峯一 - 海軍軍人、元帥海軍大将、連合艦隊司令長官、横須賀鎮守府司令長官、支那方面艦隊司令長官 ★
- 福島喜三次 - 東京ロータリークラブ初代幹事 ★
- 松枝茂夫 - 中国文学者 ★
- 青木龍山（久重） - 陶芸家 - 文化勲章 ★
- 井上萬二 - 陶芸家 - 重要無形文化財保持者
- 14代酒井田柿右衛門 - 陶芸家 - 重要無形文化財保持者 ★
- 江藤源次郎 - 画家で米国へ渡り、コネチカット州のコスコブ・アート・コロニーに集まった印象派画家たちに日本画技法を伝え、米国でのジャポニスムを起こすのに貢献。★
- 岩永浩美 - 参議院議員
- 深川忠次 - 深川製磁創業者、元有田町長 ★
- 江副孫右衛門 - 日本特殊陶業初代社長、元日本硝子社長、元東洋陶器社長、元有田町長 ★
- 米村矢一 - 殺陣師、九州忍者保存協会所属
- 迎祐一郎 - プロ野球選手、広島東洋カープ所属
- 笹井宏之 - 歌人 ★
- 蒲原達也 - サッカー選手、サガン鳥栖所属